# 钓鱼马
钓鱼马，象棋术语，指的是一方的马把对方的将（帅）锁在三楼形成叫杀或绝杀的局面。